# كريستين بلير
كريستين بلير (29 يوليو 1984 - ) (بالإنجليزية: Kirsten Blair)‏ هي لاعبة كريكت جنوب أفريقية.

## وصلات خارجية
- كريستين بلير على موقع إي آس بي آن كريك إنفو (الإنجليزية)